# Tales of Legendia
Tales of Legendia (テイルズ オブ レジェンディア, Teiruzu obu Rejendia) est un jeu vidéo de rôle développé et édité par Namco sur PlayStation 2.

## Accueil
| Publication                         | Note                         |
| ----------------------------------- | ---------------------------- |
| RU IGN                              | 7.7 / 10                     |
| RU Edge                             | 5 / 10                       |
| Compilations de plusieurs critiques |                              |
| GameRankings                        | 73 % (basé sur 39 critiques) |
| Metacritic                          | 72 (basé sur 37 critiques)   |

La semaine de sa sortie, Tales of Legendia s’écoule à 242 000 exemplaire au Japon.
Tales of Legendia a été globalement bien accueilli par la presse spécialisée. Les sites GameRankings et Metacritic, qui effectuent des moyennes à partir de nombreuses publications, lui attribuent tous les deux un score de 73 et 72 sur 100,.

## Manga
Le jeu est adapté en une série manga créée par Ayumi Fujimura, prépubliée dans le magazine Monthly Comic Rex et publiée par Ichijinsha en six volumes sortis entre juin 2006 et février 2009. La version française est éditée par Ki-oon en six volumes sortis entre mai 2012 et mars 2013.